# Petite Terre
Petite Terre (dosł. w jęz. franc. Îles de la Petite-Terre – wyspy małej ziemi) – grupa dwóch niezamieszkanych wysp we francuskim departamencie zamorskim Gwadelupa, oddalonych o ok. 10 km na południowy wschód od jednej z głównych wysp Gwadelupy, Grande-Terre i leżących w jednej trzeciej drogi między La Désirade a Marie-Galante. To właśnie na zasadzie kontrastu z Grande-Terre Petite Terre otrzymały swoją nazwę.

## Historia
Chociaż wyspy odkrył już w 1493 Krzysztof Kolumb, to do XVIII w. pozostawały niezamieszkane ze względu na brak dostępności wody. Trzeba jednak zaznaczyć, że były one zamieszkane przez Karaibów i Arawaków mniej więcej w latach 600-1500 i służyły jako baza wypadowa do połowów, a nawet wykorzystywane rolniczo. Od XVIII w. na Petite Terre zaczęli sprowadzać się, zwłaszcza z La Désirade, osadnicy hodujący bawełnę, ale także bataty czy dynie. Jako źródło wody musieli wykorzystywać deszczówkę. Ze względu na jej ograniczone zasoby na wyspie istniały 4 domy, w których stale lub czasowo przebywało 4 do 7 rodzin. Na wyspie znajduje się najstarsza latarnia morska na Gwadelupie (z 1840), osiągająca 35 m wysokości.

## Geografia i przyroda
Grupa składa się z wysp: większej, mającej ok. 1,5 km² Terre-de-Bas (dosł. wyspa dolna) i mniejszej Terre-de-Haut (dosł. wyspa górna) – ta pierwsza leży po stronie nawietrznej. Ich łączna powierzchnia wynosi 1,68 km², są płaskie, zalesione i osiągają do 8 m n.p.m. wysokości. Na Terre-de-Bas znajdują się 4 sporych rozmiarów saliny.
Wyspy są pochodzenia koralowego i chroni je rezerwat przyrody (na Terre-de-Bas dopływają maksymalnie 2 rejsy dziennie z Saint-François, Terre-de-Haut jest w ogóle niedostępna). Szczególnie chroniona jest fauna: będąca symbolem wyspy iguana (nie więcej niż 950 osobników), ptaki i żółwie, na które wcześniej polowano ze względu na tłuszcz, skóry i muszle. Specyficzne dla wysp są również różne gatunki ryb i larw, chronione rafą koralową przed falami. Guayacol (Lignum vitae), roślina wykorzystywana wcześniej do produkcji kul bilardowych, znajduje się obecnie pod ochroną. Ze względu na kwestie ekologiczne i ochronę przed turystami wyspy i 842 hektary morza wokół nich objęto we wrześniu 1998 roku rezerwatem przyrody.